# Alvinocaris niwa
Alvinocaris niwa is een garnalensoort uit de familie van de Alvinocarididae. De wetenschappelijke naam van de soort is voor het eerst geldig gepubliceerd in 2004 door Webber.